# Белоусов, Александр Юрьевич
Алекса́ндр Ю́рьевич Белоу́сов (род. 16 сентября 1953 года, Киров, Кировская область, РСФСР, СССР — 17 мая 2007 года) — советский хоккеист.

## Биография
Родился в 1953 году в Кирове. Его первым тренером являлся Г. В. Шистарев. В 1972 году переехал в Кирово-Чепецк, где стал выступать за игравшую во второй лиге чемпионата СССР «Олимпию».
В 1978 году был приглашён в куйбышевскую команду первой лиги «СКА», представлявшую Приволжский военный округ, а в ходе сезона 1978/1979 перешёл в другую армейскую команду — выступавший в высшей лиге ленинградский «СКА». В его составе в 1979 году стал чемпионом Вооружённых сил СССР.
В начале следующего сезона перешёл в саратовский «Кристалл», который в 1981 году стал победителем первенства СССР среди команд первой лиги и перешёл в высший дивизион. Закончил игровую карьеру в команде второй лиги из Саратовской области — «Химике» из города Энгельс.